# Gene Krupa
Gene Krupa (15 de enero de 1909-16 de octubre de 1973) fue un afamado e influyente músico estadounidense de jazz y un gran baterista de big band, conocido y reconocido por su enérgico y brillante estilo de tocar. Ampliamente considerado como el baterista más influyente y popular del Siglo XX. Es el primer baterista solista de la historia.

## Biografía
Krupa nació en Chicago, Illinois, el 15 de enero de 1909 y era el menor de los nueve hijos de Bartley y Ann Krupa, ambos inmigrantes. Su padre murió cuando Gene era muy joven y su madre trabajaba como sombrerera para mantener a la familia. Todos los niños tuvieron que empezar a trabajar cuando eran pequeños, Gene a los 11 años. Su hermano Pete trabajaba en "Brown Music Company" y le consiguió a Gene un trabajo como encargado de las tareas del hogar. Gene comenzó a tocar el saxo en la escuela primaria, pero comenzó a tocar la batería a los 11 años, ya que era el artículo más barato en la tienda de música donde él y su hermano trabajaban.

## Trayectoria
Comenzó su carrera profesional a mediados de la década de los años 1920 con bandas en Wisconsin. Emergió en la escena musical de Chicago en 1927, cuando fue seleccionado por MCA para convertirse en miembro de la orquesta de Thelma Terry y Sus Playboys, entonces la más notable banda americana de jazz liderada por una mujer.
Krupa hizo su primera grabación en 1927, con una banda liderada por el bajista Eddie Condon. Krupa también aparece en seis discos de la banda de Thelma Terry en 1928. En 1929 se mudó a Nueva York y trabajó con la banda de Red Nichols.

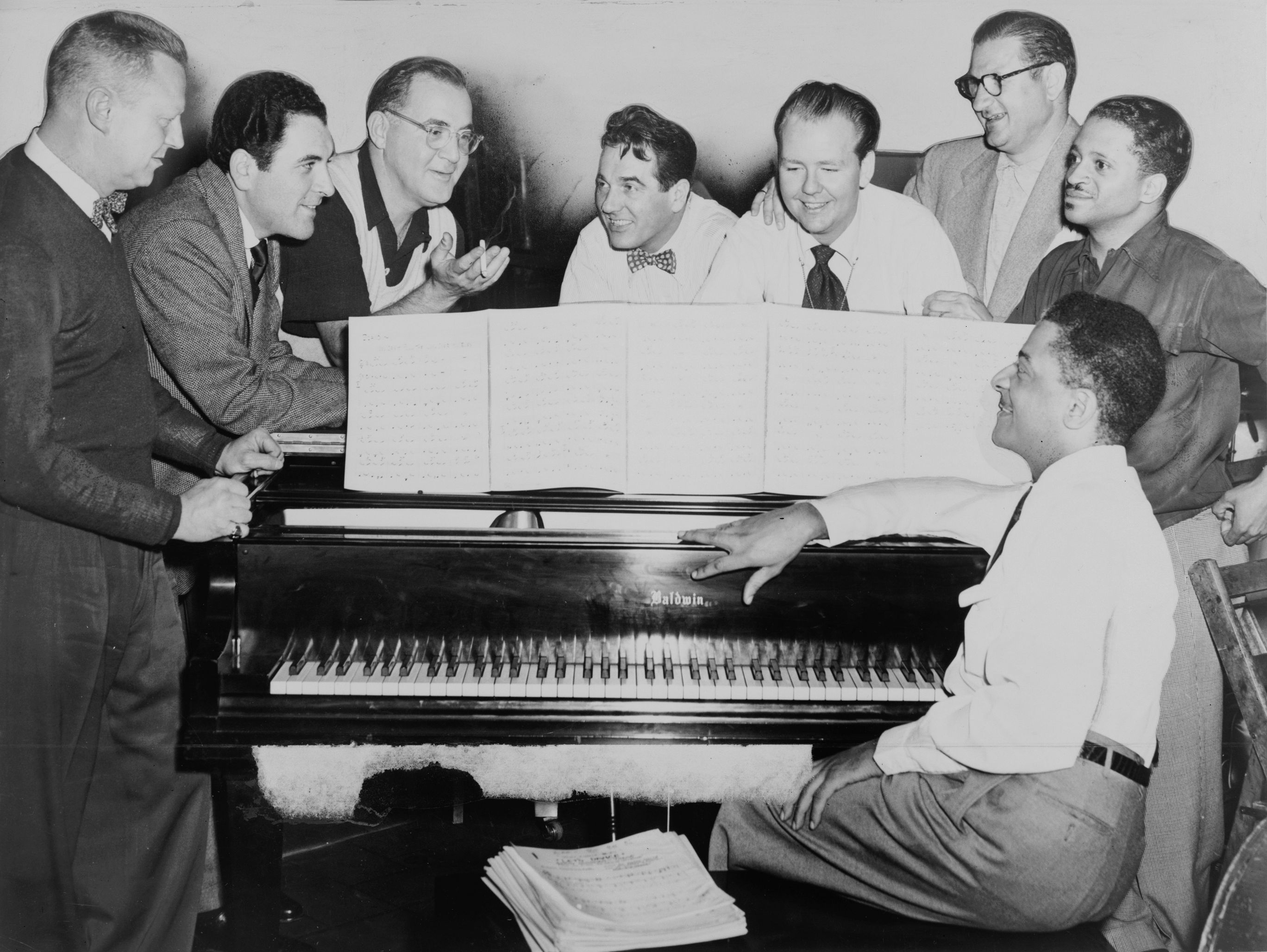
En un ensayo de Benny Goodman: Vernon Brown, George Auld, B. Goodman, G. Krupa, Clint Neagley, Ziggy Elman, Israel Crosby y Teddy Wilson.

En 1934 se unió a la banda de Benny Goodman, donde su particular forma de tocar la batería le convirtió en una celebridad nacional.
En 1938, tras una pelea pública con Goodman en el Earl Theater de Filadelfia, dejó a Goodman para lanzar su propia banda, con la que obtuvo diferentes grandes éxitos junto a la cantante Anita O'Day y el trompetista Roy Eldridge. Krupa hizo un memorable cameo apareciendo en la película de 1941 Ball of Fire, donde él y su banda tocaban distintas versiones del éxito musical Drum Boogie.
En 1943, Krupa fue arrestado con marihuana falsificada (cannabis) como un cargo de droga. Esto resultó en una corta sentencia en la cárcel y la ruptura de su orquesta. Después de la ruptura de Krupa de su orquesta, regresó con la banda de Goodman por unos pocos meses. Cuando Goodman lo quería para una gira por la costa oeste, Krupa no aceptó. Se unió a la banda de Tommy Dorsey por varios meses y pondrían juntos una siguiente orquesta. 
Krupa se retiró musicalmente a finales de los años 1960, aunque tocaba ocasionalmente en público hasta su muerte por leucemia en Yonkers, Nueva York. Fue enterrado en el Holy Cross Cemetery en Calumet City, Illinois. Se convirtió en imagen de las baterías Slingerland, fábrica que posteriormente lanzaría una serie "Radio King" en honor a Krupa.

## Su legado musical
Muchos consideran a Krupa como el más influyente baterista del siglo XX, especialmente por el desarrollo del propio instrumento de la batería. Su principal influencia comenzó en 1935 en compañía de Benny Goodman, donde sobresalió como una auténtica estrella, pero sobre todo por su uso del pedal del bombo de la batería, y por el depurado empleo de la técnica del sock cymbal. Este particular método de tocar se publicó en 1938 y se convirtió en un texto estándar para el estudio del instrumento.

## Discografía selecta

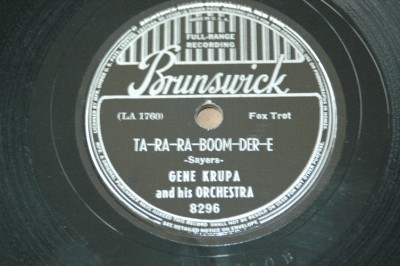
Disco de 78 r. p. m. Brunswick Records.

- 2003	His Orchestra and the Jazz Trio
- 1996	Krupa Live
- 1994	Gene's Solo Flight
- 1985	Gene Krupa's Sidekicks
- 1985	Drum Battle: Jazz at the Philharmonic
- 1964	Great New Gene Krupa Quartet
- 1964	Featuring Charlie Ventura
- 1962	Burnin' Beat
- 1961	Percussion King
- 1959	Gene Krupa Story [Original Soundtrack]
- 1959	Big Noise from Winnetka
- 1958	Gene Krupa Plays Gerry Mulligan Arrangements
- 1957	Krupa Rocks
- 1957	Hey...Here's Gene Krupa
- 1956	Drummer Man
- 1955	Krupa & Rich
- 1955	Jazz Rhythms of Gene Krupa
- 1955	Gene Krupa Quartet
- 1954	Sing Sing Sing
- 1954	Gene Krupa, Vol. 1 y 2
- 1954	Driving
- 1953	Exciting Gene Krupa
- 1952	Original Drum Battle
- 1952	Drum Battle
- 1946	Trio at Jatp
- 1945	Town Hall Concert
- 1945	Timme Rosenkrantz' Concert, Vol. 3